# 木村正辞
木村 正辞（きむら まさこと、1827年5月1日（文政10年4月6日） - 1913年（大正2年）4月11日）は、明治時代の国学者、国文学者。幼名は荘之助、字は埴満（はにまろ）。

## 経歴
下総国埴生郡成田村（現・千葉県成田市）生まれ。はじめ清宮荘之助。号を欟斎。
伊能穎則に国学、岡本保孝に音韻学を学び、和学講談所、水戸藩駒込文庫に出仕する。維新後は史料編輯・大学大助教を皮切りに、神祇官、太政官、文部省、司法省、宮内省の諸官、帝国大学文科大学教授、高等師範学校教授を歴任した。
『万葉集』を主として研究し、珍書の蔵書でも知られる。1890年東京学士会院会員（後に帝国学士院会員）。1901年文学博士を授与。1902年文部省国語調査委員会委員に任命された。
1913年、腎炎のため死去。

## 栄典
- 1884年（明治17年）7月24日 - 正六位[2]

## 著書
- 日本略史 文部省 1875.4
- 日本史要 東京師範学校 1878.11
- 国史案 文部省 1877-1879
- 賜暇遊覧 博聞社 1888.7
- 欟斎雑攷 博聞社 1888.12
- 万葉集書目提要 大八洲学会 1888
- 日本号の攷 大八洲学会 1889.6
- 万葉集美夫君志 大八洲学会 1889.2
- 播磨の浜づと 大八洲学会 1889
- 万葉集訓義弁証 早稲田大学出版部 1904.12 のち勉誠社文庫
- 万葉集字音弁証 早稲田大学出版部 1904.12 のち勉誠社文庫
- 万葉集総釈 早稲田大学出版部 1904?
- 万葉集古義存疑 1900-1904
- 万葉歌百首講義 早稲田大学出版部 1926
- 万葉集講話 大日本歌道奨励会 1935
- 日本小作制度論 日本に於ける小作制度の本質究明 木村荘之助 叢文閣 1936